# سان بارتولومي دي تيراخانا
بلدية سان بارتولومي دي تيراخانا (بالإسبانية: San Bartolomé de Tirajana) هي بلدية تقع في مقاطعة لاس بالماس التابعة لمنطقة جزر الكناري جنوب غرب إسبانيا.

## الديموغرافيا
بلغ عدد سكان بلدية سان بارتولومي دي تيراخانا 54.613 نسمة عام 2011 (وفقاً للمعهد الوطني للإحصاء الإسباني).
| 35.443 | 38.729 | 42.403 | 46.428 | 49.601 | 52.161 | 54.613 |

## توأمة
لسان بارتولومي دي تيراخانا اتفاقيات توأمة مع كل من:
- ألاخويلا
- ألش

## أعلام
- مانديون سيلا
- فران نونيز